# Vukovci
Vukovci (en serbe cyrillique: Вуковци) est un village de l'est du Monténégro, dans la municipalité de Podgorica.

## Démographie

### Évolution historique de la population[1]
| 1948 | 1953 | 1961 | 1971 | 1981 | 1991 | 2003 |
| ---- | ---- | ---- | ---- | ---- | ---- | ---- |
| 541  | 454  | 415  | 431  | 407  | 373  | 426  |